# International Cooperation on Harmonisation of Technical Requirements for Registration of Veterinary Medicinal Products
Das Ziel der International Cooperation on Harmonisation of Technical Requirements for Registration of Veterinary Medicinal Products (VICH) ist die Harmonisierung der Anforderungen an Arzneimittelzulassungen von Tierarzneimitteln. Es ist ein gemeinsames Programm der Europäischen Union, Japans und der USA. Es wurde offiziell im April 1996 gestartet. 
Das Programm läuft parallel zur International Conference on Harmonisation of Technical Requirements for Registration of Pharmaceuticals for Human Use (ICH) und wird von dieser stark beeinflusst.

## Geschichte
1981 wurden in Europa standardisierte Anforderungen an Arzneimittelzulassungen in der Veterinärmedizin eingeführt. Mit der International Technical Consultation on Veterinary Drug Registration (ITCVDR) begannen 1983 die Bestrebungen zur internationalen Harmonisierung auch in der Veterinärmedizin. Im Januar 1992 starteten Bemühungen zur Harmonisierung im Bereich der veterinärmedizinischen Impfstoffe in Frankreich.
Vorarbeiten leistet auch die im Juni 1987 in Brüssel gegründeten European Federation of Animal Health (FEDESA) einem Herstellerverband für Tiergesundheit. Zu den Mitgliedsunternehmen gehörten Alpharma, Bayer, Boehringer Ingelheim, Vetmedica, Cyanamid Fort Dodge, Eli Lilly International Corporation, Fatro, Gist-Brocades, Hoechst, Hoffmann-La Roche, Janssen Pharmaceutica, Merial, Monsanto Europe, Novartis, Pfizer, Pharmacia & Upjohn, Pliva, Sanofi, Schering, Vétoquinol und die nationalen Wirtschaftsverbände der Chemie- und Pharmaindustrie, bspw. die Schweizerische Gesellschaft für Chemische Industrie (SGCI) und der deutsche Bundesverband für Tiergesundheit (BfT). Im April 1996 wurde das Programm der VICH mit der Weltorganisation für Tiergesundheit (OIE) gestartet. 
Die europäische Dachorganisation der Tiergesundheitsindustrie FEDESA (Fédération Européenne de la Santé Animale) beschloss im Herbst 2002 die Eigenständigkeit ihres Verbandes zugunsten einer Integration in die International Federation for Animal Health Europe (IFAH-Europe) mit Wirkung zum 1. Januar 2003 auf.

## Mitglieder und Struktur

### Mitglieder
- Europäische Kommission
- Europäische Arzneimittelagentur (EMA)
- International Federation for Animal Health (IFAH-Europe)
- US Food and Drug Administration, Center for Veterinary Medicine (CVM)
- Landwirtschaftsministerium der Vereinigten Staaten, Center for Veterinary Biologics (USDA/CVB)
- Animal Health Institute (AHI), USA
- Japanisches Ministerium für Landwirtschaft, Forsten und Fischerei (JMAFF)
- Japanese Veterinary Pharmaceutical Association (JVPA)
- JAVB

### Beobachter
Als Beobachter sind Behörden und Industrieverbände aus den Ländern Australien, Kanada, Neuseeland und seit 2013 Südafrika registriert.

### Schirmherrschaft
Die Arbeiten der VICH laufen unter der Schirmherrschaft der Weltorganisation für Tiergesundheit (OIE). Die OIE informiert auch die nicht am Prozess beteiligten Länder über die VICH-Ergebnisse.

### Arbeitsstrukturen
Als oberstes Gremium fungiert ein Lenkungsausschuss, gebildet aus Vertretern der Mitgliedsorganisation, der den gesamten Prozess steuert und einzelne Arbeitsgebiete anstößt. Daraus resultierende Arbeitsgruppen zu den einzelnen Fachgebieten erarbeiten Vorschläge zur Harmonisierung. Sie werden normalerweise von einem Mitglied des Lenkungsausschusses geleitet. Die daraus erarbeiten Leitlinien, die VICH Guidelines, sollen nach ihrer Verabschiedung durch den Lenkungsausschuss in die jeweilige nationale Gesetzgebung in der VICH-Region einfließen. Bei der Erarbeitung der Leitlinien wird auf einen konstruktiven Dialog zwischen den Zulassungsbehörden und der Industrie gesetzt.
Die Organisation der VICH obliegt einem Sekretariat, das zurzeit bei der IFAH in Brüssel angesiedelt ist.

## Aufgaben
Der VICH-Prozess orientiert sich überwiegend am ICH-Vorgehen und beinhaltet die gleichen Arbeitsgebiete. Insbesondere sind folgende Aufgaben zu nennen: 
- Erarbeitung und Einführung von harmonisierten Anforderungen in der VICH-Region um hohe und vergleichbare Standards und damit kostensparend effektive und sichere Tierarzneimittel zu erhalten.
- Erarbeitung einer Grundlage für die Vereinheitlichung von Zulassungsbestimmungen.
- Anpassung und Übernahme von ICH-Guidelines
- Erstellung und Pflege von VICH-Guidelines, Beobachtung des ICH-Programmes
- Überwachung des Umsetzung von VICH-Guidelines in den nationalen Regularien

### Arbeitsgebiete
Die aktuellen Arbeitsgebiete sind: Produktqualität, Sicherheit für Mensch und Zieltier, Ökotoxizität, Good Clinical Practice (GCP), Anthelminthika, Pharmakovigilanz und Rückstände / Stoffwechselprodukte.